# 1850年代上海
1853年左右估计上海已有广东人8万，其中广肇帮最多，潮州帮其次，雷钦惠梅帮最少。广肇帮中香山人最多，人数有两万多。
受到小刀会的冲击，上海租界“华洋杂居”的格局形成，为日后的走向繁荣做下铺垫。

## 小刀会起义
上海开埠以后，有大批来自广东和福建籍水手来沪谋生，集中居住在小东门外十六铺地区。秘密会社小刀会活跃于这些广东和福建籍水手中间。1853年太平天国占领南京后，同年9月7日，广东香山县人刘丽川、福建人陈阿林等发动起义，占领上海县城，烧毁了上海县衙和海关等处，杀死上海知县袁祖德，囚禁了上海道台吴健彰（吴后来在美国美南浸信会传教士晏玛太的帮助下逃脱），建立“大明国”，总部设在今上海城隍庙旁豫园内的点春堂。1855年2月17日，小刀会退出上海县城。

## 泥城之战
1853年3月，太平天国占领南京。4月12日，上海租界内的外国人迅速做出反应。在英、法、美三国领事的倡导下，召开上海租地西人大会，决议由侨民组织万国商团（义勇队），实行武装中立，以维护租界的安全。1854年4月4日，清军企图通过租界进攻占领县城的小刀会，万国商团在英、美海军的协助下以武力强行阻止清军过界，史称泥城之战。 

## 工部局成立
1854年7月11日，上海外国租地人举行大会，通过第二次土地章程，成立独立的市政机构——工部局，建立警察武装四马路巡捕房。